# Associação Filarmónica União Verridense
Associação Filarmónica União Verridense (AFUV) é uma banda filarmónica de Portugal.
Atualmente, a AFUV está sobre direcção musical do maestro Augusto Duarte Garcia, 1º Sargento e Percussionista da Banda Militar do Porto.

## Historial

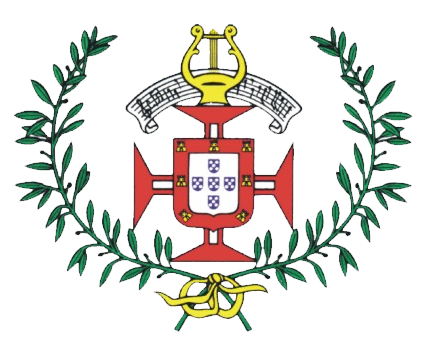
Brasão da AFUV.

De acordo com o seu historial, a Associação Filarmónica União Verridense terá sido fundada a 13 de Junho de 1808. Assim sendo, a AFUV será uma das bandas filarmónicas mais antigas do país, com atividade ininterrupta.
Diz-se que foi criada por “um punhado” de Verridenses em plenas invasões napoleónicas, num período conturbado e em que o país era assolado por evidentes dificuldades socioeconómicas, cedo esta filarmónica chamou a si uma importante responsabilidade social com a constituição de um montepio destinado a ajudar os mais necessitados. O seu primeiro acto oficial terá tido lugar nos primeiros dias de Agosto de 1808 na praia de Lavos, Figueira da Foz, recebendo o duque de Wellington e as suas tropas, que então vinham em auxílio dos portugueses para combater as tropas francesas.
Em 1974, pela primeira vez na história da filarmónica, ingressou nas fileiras da AFUV, uma jovem executante do sexo feminino, rompendo com alguns tabus existentes até à época que restringiam a execução da música aos homens. De facto, a entrada de uma rapariga na banda da AFUV, fomentou a abertura das mentalidades e fez com que muitas outras lhe seguissem os passos. Nos dias de hoje, a AFUV destaca-se pela grande quantidade de executantes do sexo feminino.

Atualmente um dos pontos fortes e característicos desta filarmónica, e apesar da sua idade, é a extrema juventude das suas fileiras, sendo escassos os músicos que tenham mais de 25 anos.

## Auditório
Em 2006, a AFUV inaugurou as obras de ampliação da sua sede e o seu novo auditório, estando agora dotada de condições únicas e pouco usuais no seio do movimento filarmónico. Entre outras actividades, aquele auditório já recebeu concertos de grupos tão reconhecidos como o Estardalhaço Brass Band, Sexteto Mário Barreiros, Lume Big Band ou a Orquestra de Bandolins da Madeira.

## Comemorações do Bicentenário
As "Comemorações do Bicentenário da AFUV" abrangeram todo o ano de 2008, com diversificados eventos.
No dia 13 de Junho de 2008, a AFUV teve o privilégio de tocar em directo no suplemento informativo da RTP1, "Portugal em Directo". Também a SIC fez uma reportagem sobre a banda, exibindo-a no "Primeiro Jornal" e no "Jornal da Noite".
Por fim, mas não menos importante, a TVI fez a transmissão em directo da missa comemorativa dos 200 anos da Associação Filarmónica União Verridense, na Vila de Verride, no dia 15 de Junho.
Nesse ano, realizou-se uma gala comemorativa do bicentenário, no Casino Figueira. O evento contou com o concerto da banda e do seu Coro dos 200 anos, tendo estado ainda presente, o reconhecido cantor André Sardet.
No dia 28 de Dezembro de 2008, encerraram as "Comemorações do Bicentenário da AFUV" com a inauguração de um mural de homenagem aos 200 anos da AFUV, da autoria de Francisco Vidal, que retrata o passado e o presente desta banda filarmonica.

## Outras actividades

### Coro Litúrgico e Coro Polifónico
Não se sabe com certeza a data da sua constituição. Certo é que ao longo dos últimos anos, os seus cerca de 20 elementos (entre músicos e vozes) têm-se dedicado, sempre que solicitados, a abrilhantar as celebrações litúrgicas das festas religiosas nas quais a banda filarmónica da AFUV participa.
A 15 de Junho de 2008, e com a participação conjunta do grupo coral da paróquia de Verride, o coro litúrgico da AFUV terá tido um dos seus pontos mais altos com a missa evocativa dos 200 anos da AFUV a ser transmitida em directo pela TVI.

[Direção - Tiago Cordeiro]

### Trio de Clarinetes
Grupo de três jovens clarinetistas.

### Orquestra Ligeira
A Orquestra Ligeira (OL) da AFUV surgiu a partir de uma vontade comum de renovar a então denominada da Banda Juvenil, agrupamento que então existia para servir de plataforma intermédia entre a escola de música e a banda filarmónica. Para além de um espaço de formação de novos músicos, surge pois, pelas mãos dos seus elementos, dirigidos pelo maestro de então, Paulo Silva, um espaço de maior liberdade musical e de carácter marcadamente ligeiro, onde os instrumentos de sopro passam a partilhar o seu espaço com os instrumentos electrónicos ou até mesmo as vozes.
Com a sua primeira apresentação pública a 12 de Junho de 2004 (em vésperas da comemoração do 196º aniversário da AFUV), a Orquestra Ligeira da AFUV continua a manter o seu cariz ligeiro, adoptando uma formação inspirada nas big band’s do século XX. Contando actualmente com cerca de 31 elementos, esta orquestra tem animado, com reconhecido sucesso, muitos e variados espectáculos e eventos, principalmente, mas não só, ao longo dos concelhos de Montemor-o-Velho, Figueira da Foz e Coimbra.
Encontra-se inactiva.

### Coro dos 200 anos
A constituição deste grupo coral, que surge como mais uma iniciativa da Comissão do Bicentenário da AFUV, teve como principal objectivo enriquecer e tornar o concerto comemorativo dos 200 anos da AFUV num momento único e singular, não só para esta associação mas até para a freguesia de Verride. Ao já tradicional concerto da banda filarmónica, seria assim adicionada uma componente coral ao mesmo.
A este grupo coral, que envolveu cerca de 80 pessoas de Verride e de algumas localidades vizinhas e que foi dirigido pelo maestro António Jesus, coube a estreia absoluta, no dia 15 de Junho de 2008, da peça “Verride Cantado”. Escrita pelo maestro e compositor Afonso Alves para assinalar as comemorações do bicentenário da AFUV, esta peça reúne vários temas conhecidos do folclore do Baixo Mondego.
Encontra-se inactivo.

## Peças musicais
- "Verride Cantado", de Afonso Alves - música especialmente composta pela altura das Comemorações do Bicentenário da AFUV, retratando variados temas musicais da região.

## Discografia
- Associação Filarmónica União Verridense (1998/1999)
- As melhores Bandas Filarmónicas da Região (participação; 2002)
- Tributo...(2006)
- 200 Anos Depois(2008)